# Lillemor Mannerheim
Ingeborg Aina Sophie Constance ”Lillemor” Klingspor,  född Mannerheim 3 augusti 1927 i Vichtis, död 22 juni 1994 i Hällekis, var en finländsk-svensk grevinna och keramiker.

## Biografi
Lillemor Mannerheim utbildades vid Högre konstindustriella skolan i Stockholm åren 1945–1949 och Académie de la Grande Chaumière, Paris, åren 1950–1952. Hon arbetade som konstnär på Gefle Porslinsfabrik samt på Rörstrands Porslinsfabrik. Hon var även verksam som formgivare på glasbruk och Arabia porslinsfabrik. 
Lillemor Mannerheim formgav djurfigurer, möbler, vaser och skålar. Hyacint och Solros, båda för Gefle Porslinsfabrik, är exempel på två teserviser som hon formgav.
Lillemor Mannerheim deltog vid utställningar på Triennalen i Milano 1954, Gävle museum 1955 samt Presenta i Uppsala 1956. Hon finns representerad med skulpturen Le Vieux Paysan i chamotte på Musée d’Art Moderne i Paris och med en skål i porslin, Urhästen, på Röhsska museet i Göteborg.
Hon var dotter till Carl Erik Mannerheim, brorson till presidenten och fältmarskalken Gustaf Mannerheim, och Ingeborg Johanne Hjort. Hon gifte sig 1957 med greve Carl-Gustaf Orozko Klingspor. Tillsammans fick de barnen Marie, född 1958, Amelie född 1960, och Wilhelm, född 1962. Den senare är numera innehavare av fideikommisset Hellekis säteri. Han är tillika sjunde störste ägare i investmentbolaget Kinnevik.